# مخيم العين

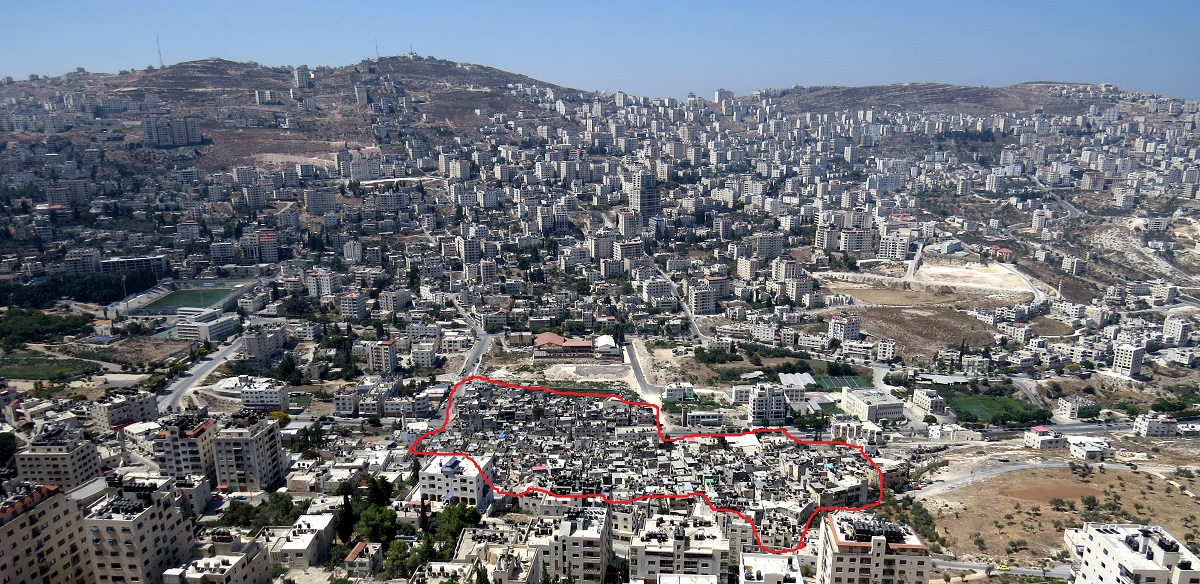
المخيم داخل الخط الأحمر والمنطقة المحيطة هي مدينة نابلس

مخيم عين بيت الماء (أو مخيم رقم 1)، يعد أول مخيم للاجئين الفلسطينيين في الضفة الغربية وقطاع غزة. أنشئ هذا المخيم عام 1948 على أرض تابعة لمدينة نابلس ويقع في الجهة الشمالية الغربية للمدينة.

## الموقع
أقيم مخيم عين بيت الماء عام 1950 للاجئين الفلسطينيين بعد حرب عام 1948 على أرض مستأجرة في غرب مدينة نابلس، وسمي باسم عين ماء قريبة تسمى بيت الماء تقع إلى الغرب من المخيم، وهي حالياً تابعة لبلدية نابلس وتزود بالإضافة للمخيم خمسة أحياء سكنية قريبة من المخيم بالمياه الصالحة للشرب. أما تسميته بمخيم رقم (1) فلأنه أول مخيم أقيم في الضفة الغربية وفي مدينة نابلس تحديدا. أقيم المخيم على قطعة أرض مساحتها حوالي 45000 متر مربع أي 45 دونم تقريباً، تشمل المقبرة والمسجد والعيادة الصحية والإدارة التابعة لوكالة غوث وتشغيل اللاجئين الفلسطينيين.

## السكان
معظم سكان المخيم مهجّرون من مناطق عكا وحيفا ويافا واللد، ويشكل المنحدرون من يازور، ويافا، والجماسين الغربي، والبروة، وسلمة، وشعب، والخيرية، ومجدل يابا، ورنتية، وبريكة حوالي ثلثي سكان المخيم.
بلغ عدد المهجرين في المخيم عام 1948 حوالي 1000 نسمة، وفي عام 1967 وصل العدد إلى 2500، وحوالي الـ4000 في عام 2007. في المخيم اليوم 6750 لاجئ مسجل في بيانات وكالة الغوث يعيشون على المساحة الأصلية نفسها.
عاش سكان المخيم مثل معظم اللاجئين الفلسطينيين في ظروف إنسانية صعبة وظلوا في الخيام حتى عام 1958 عندما بنت وكالة الغوث ببناء وحدات سكنية بمساحة 9 أمتار مربعة للوحدة الواحدة ومراحيض عامة مقامة على أطراف المخيم، وفي عام 1976 سمحت وكالة الغوث بالتوسع العمودي في البناء، وذلك بهدم الوحدات السكنية القديمة وبناءها على ثلاث طبقات لمن يستطيع، وعلى حسابه الخاص.